# Selected Ambient Works Volume II
Selected Ambient Works Volume II (meist mit SAW2 abgekürzt) ist das zweite Studioalbum des britischen Electronica-Musikers Aphex Twin und erschien am 7. März 1994. Der Nachfolger von Selected Ambient Works 85–92 belegte drei Wochen lang Platz 11 in den britischen Albencharts.

## Übersicht
Volume II unterscheidet sich zum 1992 veröffentlichten Vorgänger Selected Ambient Works 85–92 dadurch, dass es sich hier um längere textuelle Ambient-Kompositionen handelt, wenn überhaupt nur mit minimalsten Beats und Sprachsamples unterlegt. Es ähnelt somit den Ambient-Werken von Brian Eno. Richard D. James beschrieb das Album so, als würde man „in einem Stromverteiler auf Acid sein“ und sagte ebenso, dass die Töne auf der Platte von seinen luziden Träumen inspiriert worden seien und dass er versucht hätte, sie nach dem Aufwachen neu zu kreieren und aufzunehmen. Er sei ebenso Synästhethiker, was ebenfalls zu diesem Album beigetragen habe.

## Veröffentlichung
Selected Ambient Works Volume II erschien im März 1994 auf 2 CDs, 3 LPs bzw. 2 Kassetten. Die von Warp Records veröffentlichte CD-Ausgabe hat mit 24 Tracks eine Laufzeit von 156 Minuten, die LP- und MC-Version (166 Minuten) beinhalten den zusätzlichen Track 19. Auf der US-Version der CD (151 Minuten), die von Sire und Warner Bros. Records auf den Markt gebracht wurde, fehlt zudem Track 4. 2015 fügte Aphex Twin dem Album per SoundCloud zwei Bonustracks hinzu. Für den 4. Oktober 2024 ist die Veröffentlichung der „Expanded Edition“ (184 Minuten) angekündigt, die 3 CDs, 4 LPs bzw. 2 Kassetten und insgesamt 27 Tracks umspannen wird. Auf allen Versionen sind Track 4 und 19 sowie die beiden zusätzlichen Tracks enthalten.

## Artwork
Das vollständige Album besteht aus 25 Tracks, die mit Ausnahme von Blue Calx alle unbetitelt sind. Das Begleitheft zum Album zeigt eine Serie von Bildern, die den Titel jedes Stücks repräsentieren sowie ein blaues Emblem für den Titel Blue Calx. Die abstrakten Abbildungen enthalten farbige Tortendiagramme, die anzeigen, welche Stücke zu welcher Vinyl-Seite gehören sowie die ungefähre Länge der Titel. (Zum Beispiel ist die erste Vinyl-Seite hier als senfgelb dargestellt.) Offiziell wurden die Titel einfach nach ihrer Nummer benannt, doch Fans haben die Kompositionen umbenannt – basierend auf den Bildern zu den Tracks (so wurde Track 3 „Rhubarb“ (dt. Rhabarber) genannt). Auf der US-Ausgabe des Albums wurden mehrere der Bilder geändert; entweder wurden sie verschwommener dargestellt oder durch andere ersetzt. Bei Track 19 wurde einfach ein leeres Quadrat übrig gelassen. Daher werden die Tracknamen für diese Stücke manchmal geändert.
Aufgrund der beschränkten Spieldauer einer Audio-CD wurde Track 19 von der CD-Version entfernt. Selbst die digitalen Versionen umfassen nur 24 Tracks. Track 19 wurde auf einem Kompilationsalbum von Astralwerks veröffentlicht – der Titel lautet schlicht #19. Die Vinyl-Edition kam in zwei Versionen auf den Markt: Eine normale schwarze Vinyl-Pressung mit farbiger Gestaltung der Beileger sowie eine limitierte Edition in braun eingefärbtem Vinyl und mit monochromen Fotos.

## Titelliste
Alle Tracks wurden von Richard D. James komponiert und produziert.
CD 1 / Vinyl- und MC-Seiten 1–3
1. ohne Titel – 7:27  bekannt als: Cliffs 
2. ohne Titel – 6:34  bekannt als: Radiator 
3. ohne Titel – 7:44  bekannt als: Rhubarb 
4. ohne Titel – 4:34  fehlt auf der US-Version, bekannt als: Hankie 
5. ohne Titel – 8:55  bekannt als: Grass 
6. ohne Titel – 3:31  bekannt als: Mold 
7. ohne Titel – 8:51  bekannt als: Curtains 
8. ohne Titel – 5:08  bekannt als: Blur 
9. ohne Titel – 6:54  bekannt als: Weathered Stone 
10. ohne Titel – 9:58  bekannt als: Tree 
11. ohne Titel – 7:18  bekannt als: Domino 
12. ohne Titel – 2:38  bekannt als: White Blur 1 
Spieldauer: 79:32 (CD/LP/MC), 74:58 (US-CD)
CD 2 / Vinyl- und MC-Seiten 4–6
13. Blue Calx – 7:20
14. ohne Titel – 8:00  bekannt als: Parallel Stripes 
15. ohne Titel – 5:34  bekannt als: Shiny Metal Rods 
16. ohne Titel – 4:45  bekannt als: Grey Stripe 
17. ohne Titel – 2:05  bekannt als: z Twig 
18. ohne Titel – 7:17  bekannt als: Window Sill 
19. ohne Titel – 10:08  fehlt auf den CD-Versionen, bekannt als: Stone in Focus
20. ohne Titel – 5:57  bekannt als: Hexagon 
21. ohne Titel – 4:15  bekannt als: Lichen 
22. ohne Titel – 7:09  bekannt als: Spots 
23. ohne Titel – 7:30  bekannt als: Tassels 
24. ohne Titel – 11:27  bekannt als: White Blur 2 
25. ohne Titel – 5:41  bekannt als: Matchsticks 
Spieldauer: 77:00 (CD), 87:08 (LP/MC)
Bonustracks
26. th1 [evnslower] – 11:07
27. Rhubarb Orc. 19.53 Rev – 6:41
Spieldauer: 17:48

## Remixe
- Track 2 wurde später auf dem Remix-Album 26 Mixes for Cash (2003) veröffentlicht, SAW2 CD1 TRK2 (Original Mix) betitelt. Das Stück wurde eigentlich für Aphex Twins Peel Session aus dem Jahr 1995 aufgenommen.
- Track 7 wurde mit dem LFO-Song Simon from Sidney von Pram neu abgemischt. Dies geschah für das Kompilationsalbum Warp 10+3: Remixes. Four Tet remixte für dieses Album auch das erste Stück des Albums, auch als Cliffs bekannt.
- Coverversionen von Blue Calx und von Track 1, auf akustischen Instrumenten gespielt vom klassischen Ensemble Alarm Will Sound, erschienen im Jahr 2005 auf deren Album Acoustica.

## Rezeption
Selected Ambient Works Volume II wurde positiv bewertet.
Rolling Stone führt es auf Platz 96 der 100 besten Alben der 1990er Jahre.
Die Website Pitchfork wählte es auf Platz 2 der 100 besten Ambient-Alben aller Zeiten sowie auf Platz 62 der 100 besten Alben des Jahrzehnts.
In der Auswahl der 300 besten Alben aus dem Zeitraum 1985 bis 2014 von Spin erreichte Volume II Platz 146. Das Magazin wählte es zudem geteilt mit Selected Ambient Works 85–92 auf Platz 56 der 90 besten Alben der 1990er Jahre.